# Duck and Run
Duck and Run è un singolo del gruppo rock statunitense 3 Doors Down, pubblicato nel 2000 ed estratto dall'album The Better Life.

## Tracce
- CD (versione UK)

1. Duck and Run (album version)
2. Better Life (live)
3. Life of My Own (live)
4. So I Need You (live)

## Video
Il videoclip della canzone è stato diretto da Marc Webb.